# 베이징 런허
베이징 런허(중국어: 北京人和, 병음: Běijīng Rénhé)는 중국 베이징시를 연고로 하는 과거 축구팀으로 이 팀은 1995년에 상하이 푸둥에서 창단했으며 2016년부터 연고지를 베이징으로 옮겨 2020 시즌까지 중국 슈퍼리그에서 활동했으나 2021 시즌을 앞두고 해체되었다.

## 클럽 명칭 역사
- 1995-2000: 상하이 푸둥 (Shanghai Pudong, 上海浦东)
- 2000-2002: 상하이 중위안 후이리 (Shanghai COSCO Huili, 上海中远汇丽)
- 2002-2005: 상하이 중위안 산린 (Shanghai COSCO Sanlin, 上海中远三林)
- 2005-2006: 상하이 융다 (Shanghai Yongda, 上海永大)
- 2006-2007: 시안 찬바 궈지 (Xi'an Chanba International, 西安浐灞国际)
- 2007-2012: 산시 바오룽 찬바 (Shaanxi Baorong Chanba, 陕西宝荣浐灞)
- 2012-2015: 구이저우 런허 (Guizhou Renhe, 贵州人和)
- 2016-2021: 베이징 런허 (Beijing Renhe, 北京人和)

## 주요 성적
- 이(乙)리그: 우승 1회 (1995)
- 갑(甲)B리그: 우승 1회 (2001)
- 갑(甲)A리그: 준우승 1회 (2003)
- 중국 FA컵: 우승 1회 (2013)

## 역대 감독
| 감독                   | 임기        |
| ---------------------- | ----------- |
| 가오훙보               | 2011 ~ 2012 |
| 루이스 가르시아 플라사 | 2017 ~ 2018 |
| 루이스 가르시아 플라사 | 2019        |